# Shunji Karube
Shunji Karube (Japón, 8 de mayo de 1969) es un atleta japonés retirado especializado en la prueba de 400 m, en la que consiguió ser medallista de bronce mundial en pista cubierta en 1997.

## Carrera deportiva
En el Campeonato Mundial de Atletismo en Pista Cubierta de 1997 ganó la medalla de bronce en los 400 metros, llegando a meta en un tiempo de 47.76 segundos que fue récord de Asia, tras el nigeriano Sunday Bada (oro con 45.51 segundos) y el estadounidense Jamie Baulch.